# 越訴方
越訴方（おっそかた）は、鎌倉幕府・室町幕府における訴訟機関。裁判の再審・越訴に関する審理を担当した。
文永元年（1264年）、これまで、1次の審理を行っていた引付衆が担当していた越訴などを専門として扱う部署として誕生した。長である越訴頭人と引付衆の中から2・3名の越訴奉行（おっそぶぎょう）から構成（越訴頭人も広義の越訴奉行に含む説もある（『関東評定伝』など））されていたが、越訴頭人は初代の頭人が金沢実時・安達泰盛であったように引付衆の中でも執権・連署を除く上首（最上位）もしくはそれに次ぐ御家人が任じられる慣例があった。一方、越訴奉行は実際の審理発生ごとに執権・連署・頭人以外の引付衆より選定され、頭人の指揮下で審理実務を担当した。
その後、北条氏得宗による訴訟権限の掌握によって、判決に対する異議申立機関である越訴方の存在は疎外され、永仁の徳政令を機に廃止された。翌年の徳政令廃止とともに二階堂行藤・摂津道厳を頭人に任命して復置された。だが、正安2年（1300年）には得宗北条貞時の御内人5名が越訴を担当するように命じられるなど、越訴を含めた得宗の訴訟権限支配が模索された。
朝廷でも伏見天皇親政期に越訴奉行が設置され、室町幕府でも初期には越訴方・越訴奉行が設置されたが、その詳細は不明であり、南北朝時代末期には組織・役職としては消滅したと考えられている。